# Sgt. Pepper’s Lonely Hearts Club Band: 50th Anniversary Edition
| Совокупная оценка   | Совокупная оценка |
| Источник            | Оценка            |
| ------------------- | ----------------- |
| Metacritic          | 100/100           |
| Оценки критиков     |                   |
| Источник            | Оценка            |
| Classic Rock        | [ 2 ]             |
| The Daily Telegraph | [ 3 ]             |
| The Guardian        | [ 4 ]             |
| The Independent     | [ 5 ]             |
| Mojo                | [ 6 ]             |
| Paste               | 10/10             |
| Q                   | [ 8 ]             |
| Record Collector    | [ 9 ]             |
| Rolling Stone       | [ 10 ]            |
| Uncut               | 10/10             |

Sgt. Pepper’s Lonely Hearts Club Band: 50th Anniversary Edition — расширенное переиздание альбома Sgt. Pepper’s Lonely Hearts Club Band английской рок-группы The Beatles, выпущенное 26 мая 2017 года, в день 50-летия альбома. Сборник включает в себя новый стереоремикс оригинального альбома сделанный Джайлзом Мартином, сыном продюсера The Beatles Джорджа Мартина.
Релиз сборника сопровождался масштабной рекламной кампанией с размещением билбордов в крупных городах мира, а также трансляцией документального фильма Sgt. Pepper’s Musical Revolution на ведущих телеканалах Европы и США — Би-би-си, PBS и Arte. Переиздание было тепло принято критиками и возглавило национальный чарт Великобритании.

## Предыстория
Первый CD сборника содержит новый стереоремикс оригинального альбома спродюсированный Джайлзом Мартином, сыном продюсера The Beatles Джорджа Мартина. По словам Джайлза, он начал работу над миксом в декабре 2016 года вместе с звукорежиссёром Сэмом Океллом, который ранее уже участвовал в других проектах, связанных с наследием The Beatles. Созданный с использованием как современных, так и ретро-технологий, микс 2017 года сохранил большую часть особенностей, которые были уникальны для оригинальной моно-версии Sgt. Pepper’s. В отличие от оригинального альбома, использовались мастер-плёнки, а не их последующие миксы, что привело к более чистому и объёмному звучанию материала. По словам Мартина его идея состояла в «монификации» стерео. «Я хотел сдвинуть голоса ближе к центру, что делает звучание более прямым. В таком „прямом“ звучании The Beatles явно выигрывают» — отмечал он в интервью. По мнению продюсера, такой подход приближает звучание группы к современному и делает их ближе новому поколению меломанов. В то же время он прекрасно отдавал себе отчёт и избегал радикальных изменений.
«Монофонический „Сержант Пеппер“ звучит как острое, резкое и временами даже тревожное высказывание. Это не раздутый до непомерных размеров букет сладковато-тошнотворных цветочных ароматов, которыми переполнен стерео-микс», — отзывался об оригинальных версиях микса Тим Соммерс из газеты The Observer в 2016 году, «вместо вычурного, напичканного ЛСД мира грёз моно-версия предстает почти как циничное отражение своего времени. Моно-„Сержант“ пронизан скепсисом, издевкой и звучит намного более роково [...] вместо её наивно оптимистического восхваления».
Сборник был выпущен в четырёх вариантах: однодисковая и двухдисковая версия на CD, двухдисковая версия на виниле и бокс-сета из шести дисков. Первый из них включает альтернативные версии песен из оригинального альбома, а также связанных с ним синглов «Strawberry Fields Forever» и «Penny Lane». Шестидисковое издание Super Deluxe Edition помимо этого содержит четыре компакт-диска со студийными демозапиясми, монофоническими миксами и документальным фильмом (снятый под руководством Джорджа Мартина The Making of Sgt. Pepper 1992 года), а также миксы песен выполненные с технологией объемного звука 5.1 на DVD и на Blu-ray. В версию Super Deluxe также включены два плаката и книга в твёрдом переплёте, содержащая аннотации к песням и эссе, в которых обсуждаются такие темы, как психоделическая культура, политика 1960-х годов и атмосфера внутри The Beatles после их решения прекратить гастролировать (в конце 1966 года) и сосредоточиться на работе в студии. «Мало кому удается превзойти Apple Corps. в искусстве заставлять своих поклонников расставаться с деньгами с таким вкусом и элегантностью» — написал в своей рецензии критик из The Guardian.

## Промокампания
Компания The Beatles Apple Corps и корпорация Universal Music провели закрытую презентацию нового стереомикса 10 апреля 2017 года. Мероприятие проводилось во втором помещении студии Эбби-Роуд (ранее EMI Studios), том самом где The Beatles записали бо́льшую часть Sgt. Pepper, на нём присутствовало около 100 журналистов.
В преддверии юбилея Apple Corps также выпустила документальный фильм Sgt. Pepper’s Musical Revolution режиссёра Говарда Гудолла. Он был показан по телевидению на BBC, PBS и Arte. Рекламная кампания сборника сопровождалась афишами, билбордами и другими арт-объектами размещёнными в мегаполисах по всему миру, включая билборд в центре Нью-Йорка на Таймс-сквер.
Специально в честь юбилея пластинки Джефф Эджерс из Washington Post взял интервью у Ричарда Голдстайна, бывшего журналиста The New York Times, одного из немногих раскритиковавшего альбом на фоне его беспрецедентного признания в прессе 1960-х. Во время разговора обнаружилось, что левый динамик, через который Голдстайн первоначально слушал пластинку, был сломан. Прослушав альбом еще раз, Гольдштейн признал, что неисправный динамик повлиял на его мнение 50 лет назад, однако его общее впечатление от пластинки не изменилось. Журнал New Musical Express отпраздновал переиздание альбома опросом, в котором читателям предлагалось назвать своих любимых битлов. Первое место занял Джордж Харрисон, опередив своих коллег.

## Отзывы критиков
Sgt. Pepper’s Lonely Hearts Club Band: 50th Anniversary Edition получил «всеобщее признание» от профессиональных критиков, после публикации 13 рецензий его рейтинг на сайте Metacritic составил 100 из 100. Сразу же после релиза сборник возглавил чарты Великобритании, Шотландии и Бельгии, а также поднялся до 3-го места в американском Billboard 200.
Ряд критиков высоко оценил новый стереомикс Джайлза Мартина. Нил Маккормик из The Daily Telegraph отозвался о нём следующим образом: «Это все равно что вновь посмотреть любимый фильм в высоком разрешении. Он не в коем случае не заменяет собой оригинал, он дополняет его». Микал Гилмор из Rolling Stone описал эффект от нового микса как «давно назревшее прозрение», поскольку «самое тщательно продуманное и замысловатое творение популярной музыки — и то, которое помогло положить конец эпохе монофонии — совершенно не годилось для прослушивания в стерео». Дэнни Экклстон из Mojo тоже одобрил работу Мартина, особенно выдвинутые вперёд ударные Ринго Старра. Он добавил: «Голоса кажутся „правильно“ сбалансированными и расположенными. И в целом, места где авторы перемудрили (объект ненависти большинства хаятелей „Пеппера“), сглаживаются мощью чётких барабанов и вокала звучащего по центру».
В рецензии для журнала Uncut Майкл Боннер подчеркнул, что «The Beatles никогда больше не работали так слаженно [как на „Сержанта Пеппера“], с осознанием общей цели, в этом бокс-сете запечатлена весёлая, интенсивная, игривая атмосфера, другими словами, триумф». Дэвид Куантик, обозреватель Classic Rock, писал: «Пуристы могут не согласиться с некоторыми допущенными вольностями, которые, как мне кажется, позволил себе Джайлз Мартин (в первую очередь разделение и панорамирование партий ударных или бэк-вокала в отдельных аудиоканалах), ну так продюсер ни в коем случае и не утверждает, что это версия альбома — истина в последней инстанции, и явно действовал в интересах материала». По мнению музыкального критика Александра Кана: «Похоже, Мартину-младшему удалось снять заложенный полвека назад его отцом и четырьмя битлами конфликт между двумя версиями альбома [циничный, зачастую агрессивный бурлеск наступившей эры хиппи (моно) вместо ее наивно оптимистического восхваления (стерео)] и добиться золотой середины — сочетания современно звучащего стерео с энергией и агрессией оригинального моно».

## Список композиций
Все песни написаны тандемом Леннон — Маккартни, кроме «Within You Without You» за авторством Джорджа Харрисона. Информация о длине композиций предоставлена Кевином Хоулеттом.

### Super Deluxe Edition
Первый диск — стереоремикс оригинального альбома 2017 года
| №                   | Название                                | Ведущий вокал                 | Длительность |
| ------------------- | --------------------------------------- | ----------------------------- | ------------ |
| 1.                  | «Sgt. Pepper's Lonely Hearts Club Band» | Маккартни                     | 2:00         |
| 2.                  | «With a Little Help from My Friends»    | Старр                         | 2:42         |
| 3.                  | «Lucy in the Sky with Diamonds»         | Леннон                        | 3:28         |
| 4.                  | «Getting Better»                        | Маккартни при участии Леннона | 2:48         |
| 5.                  | «Fixing a Hole»                         | Маккартни                     | 2:36         |
| 6.                  | «She's Leaving Home»                    | Маккартни при участии Леннона | 3:25         |
| 7.                  | «Being for the Benefit of Mr. Kite!»    | Леннон                        | 2:37         |
| Общая длительность: | Общая длительность:                     | Общая длительность:           | 19:34        |

| №                   | Название                                          | Ведущий вокал                       | Длительность |
| ------------------- | ------------------------------------------------- | ----------------------------------- | ------------ |
| 8.                  | «Within You Without You»                          | Харрисон                            | 5:05         |
| 9.                  | «When I'm Sixty-Four»                             | Маккартни                           | 2:37         |
| 10.                 | «Lovely Rita»                                     | Маккартни                           | 2:42         |
| 11.                 | «Good Morning Good Morning»                       | Леннон                              | 2:42         |
| 12.                 | «Sgt. Pepper's Lonely Hearts Club Band (Reprise)» | Lennon, Маккартни, Харрисон и Старр | 1:18         |
| 13.                 | «A Day in the Life»                               | Леннон при участии Маккартни        | 5:38         |
| Общая длительность: | Общая длительность:                               | Общая длительность:                 | 20:02        |

Второй диск — лучшие моменты студийных сессий, упорядоченные в хронологическом порядке дат их первоначальной записи, а также стереомиксы «Strawberry Fields Forever» и «Penny Lane».
| №                   | Название                                                        | Длительность |
| ------------------- | --------------------------------------------------------------- | ------------ |
| 1.                  | «Strawberry Fields Forever» (Take 1)                            | 2:39         |
| 2.                  | «Strawberry Fields Forever» (Take 4)                            | 3:00         |
| 3.                  | «Strawberry Fields Forever» (Take 7)                            | 3:16         |
| 4.                  | «Strawberry Fields Forever» (Take 26)                           | 3:18         |
| 5.                  | «Strawberry Fields Forever» (Stereo Mix – 2015)                 | 4:09         |
| 6.                  | «When I'm Sixty-Four» (Take 2)                                  | 3:00         |
| 7.                  | «Penny Lane» (Take 6 – Instrumental)                            | 2:56         |
| 8.                  | «Penny Lane» (Vocal Overdubs and Speech)                        | 1:47         |
| 9.                  | «Penny Lane» (Stereo Mix – 2017)                                | 3:00         |
| 10.                 | «A Day in the Life» (Take 1)                                    | 4:41         |
| 11.                 | «A Day in the Life» (Take 2)                                    | 4:49         |
| 12.                 | «A Day in the Life» (Orchestra Overdub)                         | 0:55         |
| 13.                 | «A Day in the Life» (Hummed Last Chord) (Takes 8, 9, 10 and 11) | 1:54         |
| 14.                 | «A Day in the Life» (The Last Chord)                            | 2:53         |
| 15.                 | «Sgt. Pepper's Lonely Hearts Club Band» (Take 1 – Instrumental) | 2:34         |
| 16.                 | «Sgt. Pepper's Lonely Hearts Club Band» (Take 9 and Speech)     | 2:36         |
| 17.                 | «Good Morning Good Morning» (Take 1 – Instrumental, Breakdown)  | 1:04         |
| 18.                 | «Good Morning Good Morning» (Take 8)                            | 2:47         |
| Общая длительность: | Общая длительность:                                             | 51:18        |

Третий диск — лучшие моменты студийных сессий, упорядоченные в хронологическом порядке дат их первоначальной записи
| №                   | Название                                                                                        | Длительность |
| ------------------- | ----------------------------------------------------------------------------------------------- | ------------ |
| 1.                  | «Fixing a Hole» (Take 1)                                                                        | 2:59         |
| 2.                  | «Fixing a Hole» (Speech and Take 3)                                                             | 3:28         |
| 3.                  | «Being for the Benefit of Mr. Kite!» (Speech from Before Take 1 / Take 4 and Speech at the End) | 3:08         |
| 4.                  | «Being for the Benefit of Mr. Kite!» (Take 7)                                                   | 2:35         |
| 5.                  | «Lovely Rita» (Speech and Take 9)                                                               | 3:05         |
| 6.                  | «Lucy in the Sky with Diamonds» (Take 1 and Speech at the End))                                 | 3:40         |
| 7.                  | «Lucy in the Sky with Diamonds» (Speech, False Start and Take 5)                                | 4:08         |
| 8.                  | «Getting Better» (Take 1 – Instrumental and Speech at the End)                                  | 2:19         |
| 9.                  | «Getting Better» (Take 12)                                                                      | 2:45         |
| 10.                 | «Within You Without You» (Take 1 – Indian Instruments Only)                                     | 5:33         |
| 11.                 | «Within You Without You» (George Coaching the Musicians)                                        | 3:56         |
| 12.                 | «She's Leaving Home» (Take 1 – Instrumental)                                                    | 3:49         |
| 13.                 | «She's Leaving Home» (Take 6 – Instrumental)                                                    | 3:48         |
| 14.                 | «With a Little Help from My Friends» (Take 1 – False Start and Take 2 – Instrumental)           | 3:15         |
| 15.                 | «Sgt. Pepper's Lonely Hearts Club Band (Reprise)» (Speech and Take 8)                           | 1:59         |
| Общая длительность: | Общая длительность:                                                                             | 50:27        |

Четвёртый диск — оригинальный мономикс 1967 года с шестью бонус-треками:
| №   | Название                                                       | Длительность |
| --- | -------------------------------------------------------------- | ------------ |
| 14. | «Strawberry Fields Forever» (Original Mono Mix)                | 4:08         |
| 15. | «Penny Lane» (Original Mono Mix)                               | 3:02         |
| 16. | «A Day In the Life» (Unreleased First Mono Mix)                | 4:43         |
| 17. | «Lucy in the Sky with Diamonds» (Unreleased Mono Mix – No. 11) | 3:49         |
| 18. | «She's Leaving Home» (Unreleased First Mono Mix)               | 3:42         |
| 19. | «Penny Lane» (Capitol Records US Promo Single – Mono Mix)      | 3:01         |

## Участники записи
- Джайлз Мартин — руководитель микширования
- Сэм Окелл — ассистент по микшированию
- Кевин Хоулетт – аннотации к альбому, исторический очерк

## Чарты
| Чарт (2017)                         | Высшая позиция |
| ----------------------------------- | -------------- |
| Австралия (ARIA)                    | 5              |
| Австрия (Ö3 Austria)                | 3              |
| Бельгия/Фландрия (Ultratop)         | 2              |
| Бельгия/Валлония (Ultratop)         | 1              |
| Канада (Canadian Albums Chart)      | 7              |
| Чехия (ČNS IFPI)                    | 6              |
| Дания (Hitlisten)                   | 3              |
| Нидерланды (Album Top 100)          | 2              |
| Финляндия (Suomen virallinen lista) | 23             |
| Германия (Offizielle Top 100)       | 5              |
| Ирландия (IRMA)                     | 2              |
| Italian Albums (FIMI)               | 6              |
| Япония (Oricon)                     | 5              |
| Mexican Albums (AMPROFON)           | 18             |
| New Zealand Albums (RMNZ)           | 4              |
| Норвегия (VG-lista)                 | 9              |
| Польша (ZPAV)                       | 28             |
| Portuguese Albums Chart             | 3              |
| Шотландия (Scottish Albums Chart)   | 1              |
| Spanish Albums (PROMUSICAE)         | 3              |
| Швеция (Sverigetopplistan)          | 2              |
| Швейцария (Schweizer Hitparade)     | 2              |
| Великобритания (UK Albums Chart)    | 1              |
| US Billboard 200                    | 3              |